# Алимжанова, Нилуфар Якубжановна
Нилуфар Якубжановна Алимжанова (кирг. Нилуфар Якубжановна Алимжанова, род. 16 июня 1991, город Ноокат, Ошская область) — киргизский политик и государственный деятель, депутат Жогорку Кенеша, представитель политической партии «Альянс».

## Биография
Родилась 16 июня в 1991 году в г. Ноокат Ошской области в семье служащих.
В 2013 году окончила Кыргызско-Российский Славянский университет им. Б. Н. Ельцина экономический факультет по специальности «Финансы и кредит».
В 2018 году окончила в Дипломатическую академию им. К.Дикамбаева при МИД КР на факультет международные отношения.
Трудовая деятельность началась в 2016 году. Работала в Национальном Статистическом комитете Кыргызской Республики в Главном вычислительном центре, ведущим экономистом.
В 2018 году работала в Агентстве развития и инвестирования сообществ Кыргызской Республики (АРИС) в отделе по связям с общественностью — специалистом по механизму обратной связи.
В 2021 году была избрана депутатом Жогорку Кенеша Кыргызской Республики VII созыва от политической партии «Альянс».
Замужем, мать двоих детей.